# 蒂普頓縣 (田納西州)
蒂普頓县（英語：Tipton County）是位於美國田納西州中西部的一個縣，西隔密西西比河與阿肯色州相望。面積1,230平方公里。根據美國2000年人口普查，共有人口57,271人。縣治科溫頓 （Covington）。
成立於1823年10月29日。縣名紀念在西北領地攻打印第安人時陣亡的雅各·蒂普頓上校。